# Монтільйо-Монферрато
Монтільйо-Монферрато (італ. Montiglio Monferrato, п'єм. Montij Monfrà) — муніципалітет в Італії, у регіоні П'ємонт,  провінція Асті.
Монтільйо-Монферрато розташоване на відстані близько 500 км на північний захід від Рима, 32 км на схід від Турина, 21 км на північний захід від Асті.
Населення — 1678 осіб (2014).
Щорічний фестиваль відбувається 10 серпня. Покровитель — святий мученик Лаврентій.

## Демографія
Населення за роками:

Станом на 1 січня 2023 року в муніципалітеті офіційно проживали 142 іноземці з 16 країн, серед них 101 громадянин країн Євросоюзу та 3 громадяни України.

## Сусідні муніципалітети
- Кокконато
- Куніко
- Муризенго
- Пьова-Массая
- Робелла
- Монтек'яро-д'Асті
- Тонко
- Вілла-Сан-Секондо
- Вілладеаті